# Calochlaena javanica
Calochlaena javanica är en ormbunkeart som först beskrevs av Bl., och fick sitt nu gällande namn av Melvin D. Turner och R. A. White. Calochlaena javanica ingår i släktet Calochlaena och familjen Dicksoniaceae. Inga underarter finns listade.